# Roerzeef

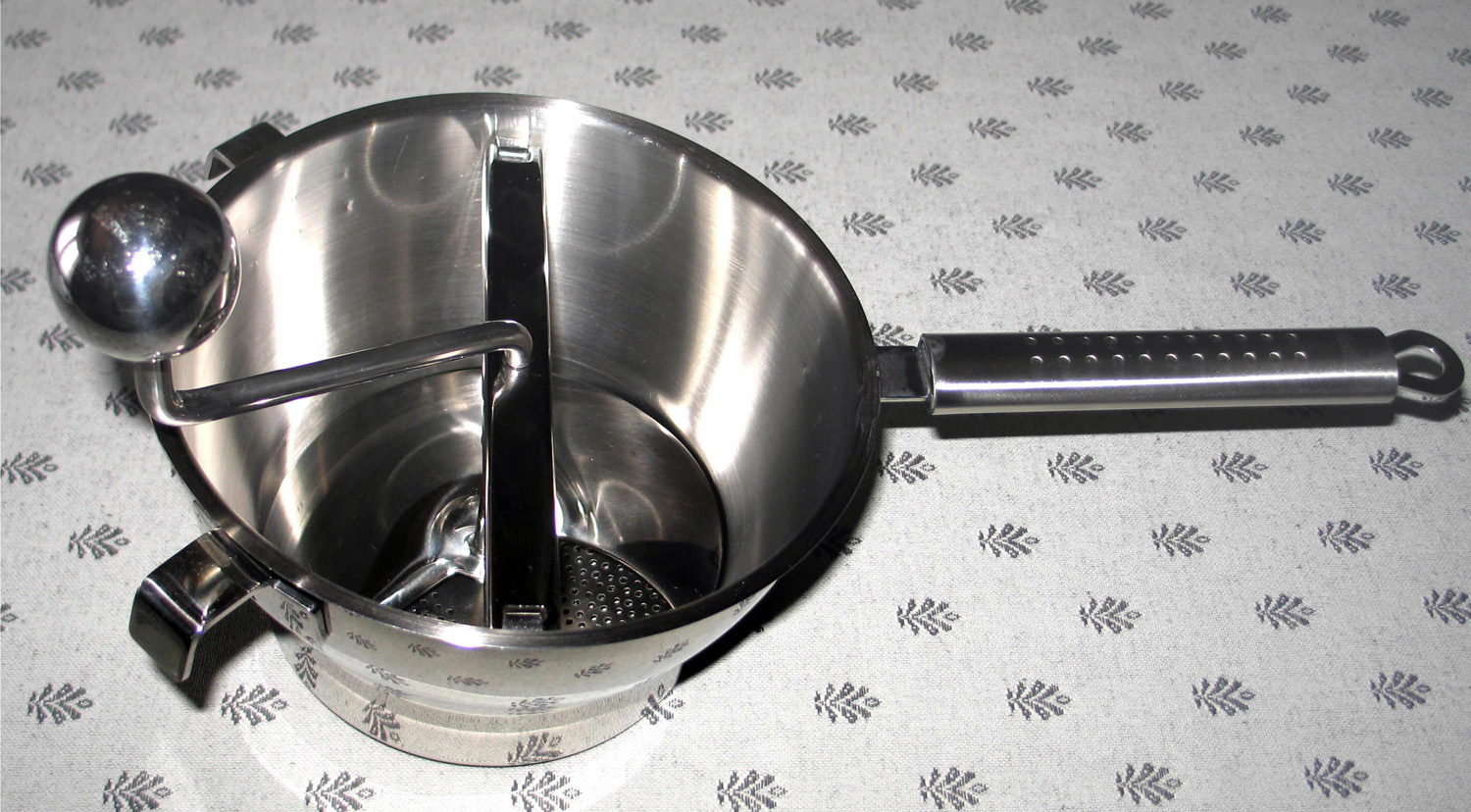
Een roerzeef

Een roerzeef of een passe-vite is een werktuig uit de keuken om niet al te hard voedsel te kunnen malen en pureren, uitgevonden door de Belg Victor Simon in 1928. .
De roerzeef bestaat uit een metalen kom in de vorm van een omgekeerde afgeplatte kegel met een naar binnen geplooide bovenrand. Hieronder is een diametraal balkje gespannen, waar een as met een zwengel centraal doorheen gaat. Onder op de as zit een veer gemonteerd met een gekartelde kleine archimedesschroef. De as wordt vastgezet door die te passen in een gat in het centrum van een wisselbare zeef. De zeef wordt in de bodem gemonteerd en heeft drie of vier concentrische groeven waarin de kartelingen van de archimedesschroef passen. Aan de buitenzijde zit een handvat of steel waaraan de kom wordt vastgehouden op een ketel (of, in het geval van een uitvoering met handvat, wordt tegen het middenrif gedrukt en boven een ketel gehouden) tijdens het draaien aan de zwengel. Door aan de zwengel te draaien, wordt de inhoud van de roerzeefkom dwars door de zeef gedwongen zonder ongerechtigheden als botjes, graten, pezen of draden. Met een roerzeef kan men coulis en puree maken voor verdere verwerking tot verschillende gerechten: rijke groentesoepen, maar ook jam of babyvoeding.
Grote uitvoeringen van de roerzeef worden toegepast in suikerfabrieken.
Een roerzeef is handgereedschap zonder motor, dus arbeidsintensief en in recente jaren verdrongen door de keukenmachine en de blender. Het nadeel van een blender ten opzichte van een roerzeef is echter dat een blender ook eventuele botjes zal fijnhakken.